# Життя на нашій планеті
«Життя на нашій планеті» (англ. Life on Our Planet) — американський документальний серіал про природу, розроблений для Netflix. Вихід відбувся 25 жовтня 2023 року.

## Синопсис
Серіал від Стівена Спілберґа й творців «Нашої планети» розповідає неймовірну історію життя, яке поширювалося Землею протягом чотирьох мільярдів років.

## Розробка та випуск
Netflix вперше оголосив про серіал 1 листопада 2022 року  . Виробничими компаніями серіалу є Silverback Films і Amblin Television. Продюсером серіалу став Стівен Спілберг . Морган Фрімен виступає оповідачем серіалу.
22 серпня 2023 року Netflix опублікував трейлер серіалу на YouTube. Вихід серіалу заплановано на 25 жовтня 2023 року, планується вісім епізодів. Серіал міститиме одночасно відео, створені комп’ютером (CGI), і живе відео.

## Список епізодів
| № серії | Назва серії              | Режисер(и)             | Оригінальна дата виходу |
| ------- | ------------------------ | ---------------------- | ----------------------- |
| 1       | «Правила життя»          | Адам Чепмен            | 25 жовтня 2023          |
| 2       | «Перший кордон»          | Гісле Свердруп         | 25 жовтня 2023          |
| 3       | «Загарбники землі»       | Софі Ланфер            | 25 жовтня 2023          |
| 4       | «Холоднокровно»          | Барні Ревілл           | 25 жовтня 2023          |
| 5       | «У тіні гігантів»        | Барні Ревілл           | 25 жовтня 2023          |
| 6       | «З попелу»               | Nick Shoolingin-Jordan | 25 жовтня 2023          |
| 7       | «Успадковуючи Землю»     | Адам Чепмен            | 25 жовтня 2023          |
| 8       | «Епоха льоду та полум'я» | Софі Ланфер            | 25 жовтня 2023          |